# Лайош Бароті
Лайош Бароті (угор. Baróti Lajos, нар. 19 серпня 1914, Сегед — пом. 23 грудня 2005, Будапешт) — угорський футболіст, що грав на позиції захисника. По завершенні ігрової кар'єри — тренер.
Виступав, зокрема, за клуби «Сегед» та «Дьйор», а також національну збірну Угорщини.

## Клубна кар'єра
У дорослому футболі дебютував 1928 року виступами за команду клубу «Сегед», в якій провів вісімнадцять сезонів.
1946 року перейшов до клубу «Дьйор», за який відіграв 2 сезони. Завершив професійну кар'єру футболіста виступами за команду «Дьйор» у 1948 році.

## Виступи за збірну
24 вересня. 1939 року дебютував в офіційних матчах у складі національної збірної Угорщини в товариській грі проти збірної Німеччини (5:1). 16 листопада 1941 року зіграв свій другий і останній матч за збірну проти Швейцарії (2:1).

## Кар'єра тренера
Розпочав тренерську кар'єру відразу ж по завершенні кар'єри гравця, 1948 року, очоливши тренерський штаб клубу «Дьйор», де до того був гравцем.
З 1952 року тренував будапештські команди «Посташ» та «Вашаш», після чого 1957 року очолив збірну Угорщини. Збірну Бароті п'ять разів виводив  у фінальну частину великих турнірів — чемпіонату світу 1958 року у Швеції, футбольного турніру на Олімпійських іграх 1960 року у Римі, на якому команда знову здобула бронзові нагороди, чемпіонату світу 1962 року у Чилі, чемпіонату Європи 1964 року в Іспанії, на якому команда здобула бронзові нагороди, та чемпіонату світу 1966 року в Англії. Він набув популярності в ту пору, коли угорський футбол, досягнувши свого піку у першій половині 50-х років, почав втрачати позиції. Саме під його початком на зміну «золотої команди» прийшли нові лідери: Флоріан Альберт, Ференц Бене, Кальман Меселі. 
1967 року Лайош очолив «Уйпешт», де він поклав початок золотої ери клубу. Передній ряд, що складався з Фазекаша - Гереча - Бене - Дунаї - Замбо був одним з найкращих у 1970-ті роки. Він двічі поспіль вигравав з клубом «золотий дубль» в 1969 і 1970 роках, а в 1971 році став ще раз чемпіоном Угорщини. Він також довів клуб до фіналу Кубка ярмарків сезону 1968/69, де угорці поступились «Ньюкасл Юнайтеду»  (0:3 і 2:3).
Втомившись від постійного втручання партійних верхів Бароті 1971 року поїхав у Південну Америку, де недовго працював зі збірною Перу, але наступного року повернувся на батьківщину і вдруге очолив «Вашаш», з яким став володарем Кубка Угорщини 1973.
У 1975 році Лайош повернувся до роботи зі збірною Угорщини, яку вивів на чемпіонат світу 1978 року в Аргентині. Під час турніру він був найстаршим тренером (64 роки), але команда програла всі три матчі проти Аргентини (1:2), Італії (1:3) і Франції (1:3) та не вийшла з групи. Після поразки від французів покинув збірну, яку за два приходи очолював у 117 матчах
У 1979 році недовго очолював австрійський «Ваккер» (Інсбрук), вигравши Кубок Австрії.
Останнім місцем тренерської роботи був клуб [Бенфіка (Лісабон)|«Бенфіка»]], головним тренером команди якого Лайош Бароті був до 1982 року і у 1981 році виграв з командою «золотий дубль».
Помер 23 грудня 2005 року на 92-му році життя.

## Титули і досягнення

### Як тренера
- Чемпіон Угорщини (4):

«Вашаш»: 1957
«Уйпешт»: 1969, 1970, 1970–71
- Володар Кубка Угорщини (2):

«Уйпешт»: 1969, 1970 (весна)
- Володар Кубка Австрії (1):

«Ваккер» (Інсбрук): 1978–79
- Чемпіон Португалії (1):

«Бенфіка»: 1980–81
- Володар Кубка Португалії (1):

«Бенфіка»: 1980–81
- Володар Суперкубка Португалії (1):

«Бенфіка»: 1980
- Володар Кубка Мітропи (2):

«Вашаш»: 1956, 1957
- Олімпійський чемпіон: 1964